# Praga E-45
De Praga E-45 is een Tsjechoslowaaks dubbeldekker jachtvliegtuig gebouwd door Praga in 1934.

## Specificaties
- Bemanning: 1, de piloot
- Lengte: 7,45 m
- Spanwijdte: 8,50 m
- Vleugeloppervlak: 20,2 m2
- Leeggewicht: 1 347 kg
- Maximum startgewicht: 1 690 kg
- Motor: 1× Rolls Royce Kestrel VI, 325 kW (441 pk)
- Maximumsnelheid: 372 km/h
- Kruissnelheid: 320 km/h
- Vliegbereik: 600 km
- Plafond: 9 500 m